# Kazański Uniwersytet Państwowy
Kazański Uniwersytet Państwowy – szkoła wyższa założona w 1804 roku w Kazaniu, w Rosji. Jest jednym z najstarszych rosyjskich uniwersytetów i znajduje się w centrum miasta nad brzegiem Wołgi.

## Historia
Rektorem uczelni był m.in. matematyk Nikołaj Łobaczewski (od 1827 do 1846). W Uniwersytecie powstało wiele kierunków i szkół (matematyczna, chemiczna, medyczna, lingwistyczna, geologiczna itd.) a przedmiotem szczególnej dumy uczelni są naukowe odkrycia i osiągnięcia: stworzenie geometrii nieeuklidesowej (Łobaczewski), opracowanie teorii struktury związków organicznych (Aleksandr Butlerow).

## Wykładowcy, absolwenci i studenci
- Gabdułchaj Achatow – radziecki językoznawca, turkolog.
- Milij Bałakiriew – rosyjski kompozytor,
- Jan Niecisław Baudouin de Courtenay – polski językoznawca,
- Mikołaj Kruszewski – polski językoznawca,
- Piotr Boborykin – rosyjski pisarz,
- Władimir Burcew – rosyjski dziennikarz i rewolucjonista,
- Aleksandr Butlerow – rosyjski chemik,
- Karl Claus – rosyjski chemik, botanik i farmaceuta,
- Wacław Gawroński – urzędnik konsularny,
- Józef Jeżowski – polski filolog klasyczny, poeta, tłumacz, współzałożyciel Towarzystwa Filomatów,
- Józef Kowalewski – polski orientalista, rektor Uniwersytetu w latach (1854-60),
- Mikołaj Kruszewski – polski językoznawca,
- Marian Kowalski – polski astronom,
- Włodzimierz Lenin – radziecki polityk,
- Jan Henryk Lubieniecki – polski profesor nauk medycznych,
- Nikołaj Łobaczewski – rosyjski matematyk,
- Witold Eugeniusz Orłowski – polski lekarz internista,
- Gabriel Szerszeniewicz – Polak, teoretyk prawa, deputowany do I Dumy Państwowej w 1905[1].
- Lew Tołstoj – rosyjski pisarz,
- Julia Zabłocka – polska historyczka starożytności, specjalizująca się w historii Starożytnego Bliskiego Wschodu,
- spośród polskich filomatów i filaretów na studia do Uniwersytetu Kazańskiego wysłano m.in.: Józefa Kowalewskiego, Feliksa Kułakowskiego i Jana Wiernikowskiego.
- Ludwik Rajchman – polski bakteriolog i działacz społeczny żydowskiego pochodzenia, pomysłodawca i założyciel UNICEF. Ukończył studia na Uniwersytecie w Kazaniu z powodu zesłania na Syberię.